# Asnelles
Asnelles é uma comuna francesa na região administrativa da Normandia, no departamento Calvados. Estende-se por uma área de 2,52 km². Em 2010 a comuna tinha 599 habitantes (densidade: 237,7 hab./km²).